# معركة تسوتسورا
معركة تسوتسورا هي معركة نشبت بين القوات العثمانية (مدعومة من النوجاييّون):344، وقوات الكومنولث البولندي الليتواني (مدعومة من قوات مولدوفية)، استمرت المعركة من 17 أيلول حتى 7 تشرين أول من عام 1620 في تسوتسورا، قرب نهر بروت:568.

## مقدمة
بسبب فشل بعثة الكومنولث الدبلوماسية في إسطنبول،وبسبب اختراق معاهدة بوجا من كلا الطرفين، تدهورت العلاقات بين الكومنولث والعثمانيين بشكل سريع في 1620، بدأ كلا الطرفين التحضير للحرب، حيث أن كلاهما لم يكونا مستعدين للحرب في هذا الوقت. أعلن العثمانيون الحرب على بولندا في عام 1620 وخططوا للهجوم في ربيع عام 1621:341. رفض مجلس عموم الكومنولث تقديم أغلب التمويل الذي طلبه القادة العسكريون، إلا أن المجلس السري الأعلى قرر أخيراً، أن تساهم قوات الكومنولث في الحرب رغم أن العديد من أعضاء المجلس الأعلى كانوا يعتقدون أن القوات البولندية-الليثوانية ليست كافية وأنها لم تكن مستعدة بشكل كامل. تنبأ ستانيسلو زلكيوسكي الذي كان يبلغ حينئذ السبعين من عمره بالمواجهة القادمة فقرر أن يواجه العثمانيين على أرضٍ أجنبية، وكانت مولدوفا هي الخيار الأوضح. بعث السلطان عثمان الثاني إسكندر باشا إلى مولدوفا ليطرد غاسبر غرازياني الذي تحالف مع الكومنولث ضده.
قاد زلكيوسكي وكونيكبولسكي الجيش إلى تسوتسورا وهي قرية تقع في إقليم ياش في رومانيا، ليقاتل فرقة خان تامر. كان تعداد الجيش البولوني من 5,000 :342 إلى 9,000 جندي. دخل الجيش مولدوفا في أيلول 1620، قرر حاكم مولدوفا غاسبر غرازياني، الذي كان يظهر الولاء للدولة العثمانية، أن يدعم الكومنولث ويقاتل العثمانيين. أعدم غرازياني الانكشاريين الذين كانوا متواجدين في ياش، وأسر مبعوثِي السلطان عثمان الثاني، وقرر غرازياني أن يهرب، إلا أن زولكيوسكي أجبره أن يضم جنوده إلى المعسكر الكومنولثي:344. بالنهاية، إنضم 600-1000 جندي مولدوفي فقط إلى المعسكر الكومنولثي. أمر زولكيوسكي الجيش أن يذهب إلى المعسكر المحصن الموجود في تسوتسورا ليقوموا بالدفاع عنه.

## المعركة

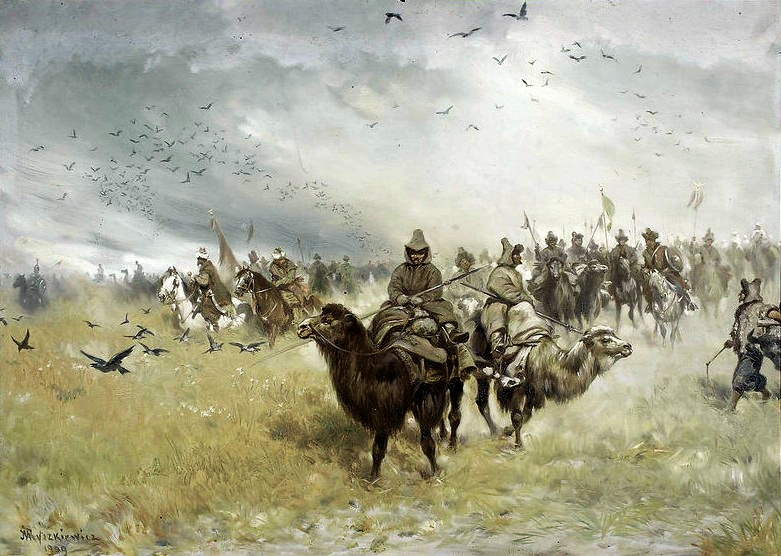
مقاتلون تتار من خانية القرم خلال معركة تسوتسورا

في 10 أيلول، وبالقرب من تسوتسورا، تواجه الجيش العثماني مدعوماً بوحدات من الأفلاق مع قوات الكومنولث. فاجأ التتار جنود الكومنولث، وأخذوا العديد من الأسرى. خلال اليوم الأول من القتال، قرر أغلب الجنود المولدوفيين أن يغيروا الجانب الذي يقاتلون معه، وهاجموا قوات الكومنولث بسرعة. أصبح ستانيسلو زلكيوسكي قائداً على الجناح الأيمن من الجيش الكومنولثي في المعركة التالية. في 19 أيلول، أصبحت هزيمة الكومنولث واضحة، إلا أن الجنود بقوا في مواقعهم وذلك لأن كونيكبوسكي منع الجيش من التفكك في 20/21 من أيلول. في 29 أيلول، إخترقت العربات الكومنولثية صفوف الجيش العثماني وبدأت قوات الكومنولث التجهيز لانسحابها. رشا غاسبر غرازياني بعض المرتزقة، بدأ جنود قوات النبلاء بالهرب وبعض الفرسان المرتزقة الذين أصيبوا بالذعر هربوا أيضاً. صُدَّت الهجمات المتتالية خلال الانسحاب، إلا أن الجنود بدأوا بالتفكك عندما رأوا الحدود البولندية-الليثوانية.
في هجوم ثقيل آخر في 6 تشرين أول، هزم أغلب النبلاء وفروا شمالاً :344تاركين الجنود وراءهم، وهكذا، انتهى مصير الحملة. قتل وأسر أغلب الجنود البولنديين-الليثوانيين في المعركة، وقتل زولكيوسكي وأسرَ كونيكبولسكي :344 ومعه العديد من القادة الآخرين.
قرر السلطان عثمان الثاني بأن يعمل بنصيحة علي باشا وبثلن ويبسط السيطرة العثمانية على المناطق المفتوحة، فعين أليكساندرو إيلياش حاكماً على مولدوفا، بدلاً من غرازياني الذي قتل في المعركة في 29 أيلول.